# اچ‌ام‌اس مرسی (۱۸۵۸)
اچ‌ام‌اس مرسی (۱۸۵۸) (به انگلیسی: HMS Mersey (1858)) یک کشتی بود. این کشتی در سال ۱۸۵۸ ساخته شد.